# Ладе
Ладе (дав.-гр. Λαδε, тур. Batiköy) — у давнину невеликий острів в Латмійській затоці, нині частина материка поруч із давньогрецьким містом Мілет, що належить Туреччині.
Острів мав стратегічне значення, адже блокував вихід з мілетського порту і тому кілька разів у своїй історії опинявся в центрі бойових дій, зокрема, під час Іонійського повстання (500—494 рр. до н. е.), здобуття Мілета Александром Македонським (334 р. до н. е.) та у війні родосців з македонським царем Філіппом V (201 р. до н. е.).